# Jef Leempoels
Jef Leempoels (Brussel, 15 mei 1867 - Elsene, 11 april 1935) was een Belgisch kunstschilder. Op vrij jonge leeftijd exposeerde hij op de grote salons in België, Frankrijk en Duitsland en verwierf ruime bekendheid met zijn genretaferelen en symbolistische composities. Hij beoefende ook andere stijlen zoals stillevens, zeezichten, interieurs en landschappen. Hij voorzag in zijn levensonderhoud door het portretteren van societyfiguren en een aantal officiële opdrachten. Zijn werk wordt meestal omschreven als academisch en (hyper)realistisch. Leempoels toonde zich zijn hele carrière lang afkerig van modernistische ontwikkelingen.

## Jeugd
Leempoels was het derde kind in een gezin van tien kinderen waarvan de helft op jonge leeftijd overleed. Beide ouders werkten in dienst van de familie Arenberg als kokkin en huisknecht in het stadspaleis aan de Kleine Zavel in Brussel.. Zijn broer Frans maakte carrière bij het ministerie van Justitie en in de politiek; zijn zussen Louise en Josephine werden allebei vroedvrouw, de jongste was Hélène. Leempoels heeft iedereen samen geportretteerd op 'Hymne à la famille'.
Leempoels toonde al op vrij jonge leeftijd zijn talent: hij tekende en kopieerde in het 'Museum van Brussel'. Zijn oudst bewaarde werkjes zijn allemaal aquarellen: een kopie van 'Le repas de l’ouvrier' van Frédéric Faber (1880); 'Portrait de l’Italien Zucchoni' (1882); een kopie van 'l’Ivrogne' van Charles De Groux (1885) en 'le Sculpteur Multhaler' (1885).
In 1886 begon hij een opleiding aan de Koninklijke Academie voor Schone Kunsten aan de Zuidlaan in Brussel. Daar scherpte hij zijn kennis en vaardigheden verder aan en ontdekte nieuwe technieken. De academie stond op dat ogenblik onder leiding van de Vilvoordenaar Jan Frans Portaels, die Joseph Stallaert gevraagd had om onder meer de lessen 'schilderen naar de natuur' op zich te nemen. Dat zou Leempoels' onwrikbaar ideaal voor de rest van zijn leven worden: "J’ai toujours oublié et les anciens et les modernes, ne pensant à prendre la nature que pour guide et pour modèle".

## Tentoonstellingen
Leempoels studeerde nog aan de academie toen hij in 1887 voor de eerste keer deelnam aan de 'Salon voor Schone Kunsten' in Brussel. Zijn laatste aanwezigheid was in Parijs op de 'Salon de la Société nationale des Beaux-Arts' van 1933. In zijn hele carrière die 46 jaar overspant, heeft hij deelgenomen aan iets meer dan 200 tentoonstellingen.
- De daaropvolgende jaren was hij telkens aanwezig op de belangrijkste salons in eigen land: de 'Driejaarlijksche Tentoonstelling van Schoone Kunsten' in Antwerpen (1888), Gent (1889) en Brussel (1890).
- In 1891 exposeerde hij voor het eerst in het buitenland: in Berlijn, waar het 'Verein Berliner Künstler' zijn 50-jarig bestaan vierde.
- In 1892 was werk van hem te zien in Brussel (2x), Antwerpen, Gent, Luik en München.
- In 1893 was hij aanwezig op zeven evenementen: in Berlijn, Brussel, Chicago, Mons, München, Parijs en Doornik.
- In 1894 verbaasde hij iedereen door op de 'Exposition Universelle des Beaux-Arts' in Antwerpen zijn symbolistisch werk 'le Destin et l’Humanité'[4] te tonen. Aanvankelijk bekeek men dat met enige scepsis en waren de reacties vrij koel, maar het zou later zijn meest besproken en becommentarieerde werk worden.

Vanaf dat ogenblik tot aan het uitbreken van de Eerste Wereldoorlog, 20 jaar later, was er elk jaar op gemiddeld zes belangrijke salons werk van Leempoels te zien. In België afwisselend in Antwerpen, Gent, Luik en Brussel. In Europa in Parijs, Berlijn, Wenen, München, Venetië en Londen. In de Amerikas in New York, St Louis, Buenos-Aires en Santiago de Chile.

## Prijzen en onderscheidingen
Leempoels was erg ingenomen met de eer die hem in binnen- en buitenland te beurt viel. Hij hield alles nauwgezet bij en had (minstens) twee uitgebreide documenten die hij regelmatig – gevraagd en ongevraagd – bezorgde aan zijn talrijke correspondenten, aan redacties en organisatoren van salons. 'Opinion des critiques d’art' is een overzicht van (positieve) kritieken die over hem verschenen in de pers, voornamelijk in de periode tot aan de Eerste Wereldoorlog. De onderstaande informatie over zijn prijzen, affiliaties en eretitels komt uit 'Notes sur la carrière de Jef Leempoels'.
- 1894 Zilveren medaille op de Wereldtentoonstelling van Antwerpen.
- 1895 Grote Gouden medaille van de Oostenrijkse staat.
- 1900 Zilveren medaille op de ‘Exposition universelle de Paris’.
- 1904 Gouden medaille op de ‘St. Louis World Fair’
- 1910 Grote prijs op de ‘Exposition Universelle du Centenaire de Buenos-Aires’.
- 1892 Corresponderend lid van de ‘Société des artistes de Munich’,
- 1896 Benoemd tot Associé van de ‘Société Nationale des Beaux-Arts de Paris’
- 1897 Benoemd tot Sociétaire van de ‘Société Nationale des Beaux-Arts de Paris’
- 1910 Erelid van de ‘Académie royale des Beaux-Arts de Milan’.
- 1898 Ridder in de Leopoldsorde
- 1910 Chevalier de la Légion d’Honneur
- 1932 Officier in de Leopoldsorde
- 1933 Officier de La Légion d’Honneur
- 1935 Commandeur in de Leopoldsorde.

## Output
Jef Leempoels’ exacte output ligt vermoedelijk tussen 600 en 610 werken. De voornaamste bron voor dit cijfer is zijn persoonlijk 'mémorandum d’atelier'. Daarin geeft hij 589 werken een nummer; 10 werken vermeldt hij als ‘vernietigd’; minstens 4 andere heeft hij zelf verknipt en gerecycleerd tot nieuw werk.
Er zijn wel redenen om te twijfelen aan de volledigheid van zijn memorandum. In de veilingcatalogus van 1968 staan twee werken die hij niet vermeldt: 'Vieux Pignons' en 'Nature morte au vase chinoise'. Op recente veilingen zijn werken opgedoken die ontegensprekelijk van zijn hand zijn, maar die hij om een onbekende reden over het hoofd gezien heeft: 'La Nièce' en 'Esclave noir aux grelots'. Verder is er nog 'Subtilités d’arguments' dat in 1892 in Gent en in 1893 in Berlijn te zien was. Waarschijnlijk is het in Duitsland verkocht en uit Leempoels’ geheugen verdwenen toen hij zijn lijsten opstelde.
Zelf deelde hij zijn werk op in 7 groepen: 'Tableaux' (201 werken), 'Stillevens en bloemen' (21 werken), 'Aquarellen, pastels en tekeningen' (82 werken), 'Portretten' (143 werken), 'Kopies' (9 werken), 'Marines' (22 werken) en 'Landschappen en interieurs' (132 werken).
Toen zijn echtgenote Georgette Leempoels-Van Huële in 1965 overleed, bleven er 138 werken achter in het huis aan de Amerikaansestraat 170 in Elsene. In 1968 werden die allemaal geveild: 3 aquarellen, 4 copies, 50 landschappen, 5 marines, 7 portretten, 63 tableaux en 6 stillevens. In totaal 138 werken of bijna een kwart van zijn volledige oeuvre.

## De portretten
Jef Leempoels vermeldt in zijn memorandum 146 portretten en die maakten zonder twijfel de hoofdmoot uit van zijn inkomsten. In totaal gaat het om 127 verschillende personen; 69 mannen en 58 vrouwen. Tien personen zijn tweemaal geportretteerd, een aantal zelfs meerdere keren: Marie Le Docte (3x), koning Leopold II (5x) en koning Albert I (8x). Hij maakte ook 6 zelfportretten.
Slechts een handvol doeken noemt hij een 'groepsportret': twee werken van zichzelf met zijn echtgenote, drie andere waarop ook twee personen staan, een met drie personen en dat met de vier kinderen van Wilhelm de Neuville. De enige uitzondering vormt zijn vroege werk ‘Hymne à la famille’ waarop hij de hele familie Leempoels bijeenbracht; 7 koppen in totaal.

## Werk in collecties
Zo goed als alle werken van Leempoels bevinden zich in privécollecties. Amper een handvol heeft zijn weg gevonden naar musea, waar ze meestal in de ‘reserve’ beland zijn en slechts sporadisch aan het publiek getoond worden:
- Les Éplorés (Belvedere Museum, Wenen)[9]
- Amitié / Amistad (Museo Nacional de Bellas Artes, Buenos Aires)[10]
- L'Ergoteur (Museo Nacional de Bellas Artes, Santiago de Chile)[11]
- Portret van Mej. Ana-Maria Heber-Garcia (Museo de Artes Decorativas - Palacio Taranco, Montevideo)[12]
- Zelfportret van de schilder en zijn vrouw (Broodhuis, Brussel)[13]
- Portret van Adolf Max, burgemeester van Brussel (Museum van de stad Brussel)[14]
- Portret Ferdinand Vanderschrickt, burgemeester van Sint-Gillis (Gemeentehuis Sint-Gillis)[15]
- De privécollectie van Walter Leempoels die op afspraak te bezichtigen is in het kasteel van Reynel[16] is de meest uitgebreide.

Regelmatig duikt een werk op bij gekende veilinghuizen als ‘Horta’ en ‘Vanderkindere’, wat laat vermoeden dat er nog heel wat in België zijn. Veel van zijn vroege werken hebben in de loop der jaren hun weg gevonden naar Amerikaanse verzamelaars: onder andere 'Dame à l’éventail', 'Dans la rue', 'Ouvriers retournant du travail', 'la Lettre', 'le Thé', 'le Saule'.

## Het Amerikaanse avontuur 1904-1908
In de lente van 1904 vertrok Jef Leempoels naar de V.S., volgens de krant 'l'Indépendance Belge' 'in opdracht van de regering'. De krant meldt dat hij Boston, New-York, Philadelphia, Baltimore, Washington, Chicago, Saint-Paul en Minneapolis bezocht, om in augustus in Saint-Louis aan te komen. Daar vond de Wereldtentoonstelling (a.k.a. 'The Louisiana Fair') plaats, waar Leempoels een onverwacht succes oogstte met 'le Destin et l’Humanité'. Dankzij artikels in onder andere 'Louisiana and The Fair', 'The Magazine of Art' en 'The Perry Magazine' werd ‘the Painting of the Hands’ een begrip in de V.S.
Na afloop van zijn opdracht besloot hij om nog wat langer in Amerika te toeren. In februari 1905 installeerde hij zich in een studio aan East 21st Street. In mei 1905 keerde hij terug naar België. Hij stelde in juni zijn Amerikaanse werk tentoon in de Cercle Artistique en vertrok in september 1905 terug naar New York. Zijn nieuwe studio was aan West 28th Street. Van 19 tot 30 maart 1906 exposeerde hij 13 werken in de befaamde galerij van Knoedler & C° aan Fifth Avenue.
Van mei tot oktober 1906 was hij in België, en op 3 november voer hij terug naar New York en hernam zijn portretwerk aan n° 6 West 28th Street. Dat stramien herhaalde zich in mei en oktober 1907, toen hij zich bij zijn aankomst in New York installeerde in een nieuwe studio aan n° 546 Fifth Avenue. Zijn laatste verblijf in de V.S. duurde tot 8 januari 1908, wanneer hij terugkeerde naar Brussel.
Zijn productiefste jaar in de V.S. was 1904. Jef Leempoels heeft zich dan op tijd en stond in de natuur geïnstalleerd en van de nieuwe, weidse zichten genoten. Het resultaat: 19 landschappen en 9 marines. Het geld voor zijn reizen, zijn verblijf en zijn onkosten – voor zover niet gedragen door zijn opdrachtgever, de Belgische Staat – werd gegeneerd door de 13 portretten die hij in Washington en New York gemaakt heeft '(6 voor rekening van Mrs. E.W. Bliss)'.
- Pierre Mali, consul in NY en van diens echtgenote, Mrs. Frances Johnston,
- Mrs. E.W. Bliss, (3x) van James Warren Lane (haar schoonzoon), van Mortimer Lane (haar kleinzoon), van Mrs. James Lane en haar kinderen (haar dochter en kleinkinderen),
- Henry Siegel en Mrs. Henry Siegel (zijn tweede vrouw, Marie Vaughan Wilde)
- Mrs. J. Langeloth (geb. Valeria Knapp)
- Barones Moncheur, vrouw van de Belgische minister in Washington.
- John Taylor Johnston (kopie)

## Huwelijk in Drogenbos
Jef Leempoels, 43 jaar oud, trad op 15 november 1910 in het huwelijk met de 28-jarige Georgette Van Huële, dochter van Lodewijk Franciscus Paul Auguste Van Huële, administrateur van de 'Société de la Soie Artificielle de Tubize', en zijn vrouw Antoinette Félicitée Mathilde De Potter. Het jonge koppel betrok de nieuw gebouwde woning aan de Amerikaansestraat 170 in Elsene.

## Vijf lange oorlogsjaren 1914-1918
- 1914 – tot juli liep alles vrij vlot, met enkele succesvolle tentoonstellingen maar met opvallend weinig nieuw werk. Twee om precies te zijn: 'Dans la procession', het eerste werk uit zijn processie-trilogie en een portret van zijn vrouw. Op 4 augustus vielen de Duitse legers België binnen en viel het culturele leven stil.[21]
- 1915 – is een vrij rustig jaar waarin Leempoels zich thuis ophield. Hij schilderde tien nieuwe werken, bijna een per maand. Hij wierp een kritische blik op zijn oudere werken en gaf enkele een facelift, zoals 'Au Jardin', waar hij de achtergrond van een landschap veranderde in een huisje of 'Mon frère et moi', waarop hij beide personages nieuwe kleren gaf, er een stoel bij zette en de achtergrond herwerkte. Een aantal werken verknipte hij om te dienen als basis voor een nieuw werk, zoals 'Joannes de Doper' die deel zou gaan uitmaken van de triptiek 'Le Créateur, son Messie et son Prophète' of 'Au Printemps' dat in verkapte vorm terug opduikt als 'À la plage' en een nieuwe 'Au Printemps'. Nog andere werken kregen een grondige make-over: 'La Dame à l'éventail', 'Gros temps', 'Au Matin', 'Béguinage en Flandre', 'La vieille église de Nieuport', 'Jour d'été', 'Entrée desaffectée de l'église du Sablon' en 'Fleurs Aimées'. De aanpassingen aan zijn 'Jesus Christus' uit 1897 zouden hem uiteindelijk niet bevallen en hij vernietigde dat werk in 1915.[22]
- 1916 – Zijn retoucheerwerk ging verder: 'Prière du matin' en 'Liseuse' kregen nieuw behang. Verder maakte hij 14 nieuwe werken waaruit blijkt dat hij nooit erg ver van huis geweest is. Hij schilderde in februari en maart drie interieurs: 'Coin de mon home', 'Coin de ma salle à manger' en 'Intérieur chez moi', samen met een stilleven met witte rozen. Voor drie andere stillevens met bloemen – 'Roses Waddell', 'Glaieuls' en 'Fleurs et porcelaine' – gaf hij uiterst precies aan op welke dagen hij die geschilderd heeft: tussen 18 en 28 augustus. Vanaf september zette hij zich dan aan de ezel voor een aantal tableaux, waaronder het tweede deel van zijn processie-triptiek, 'Au milieu de la procession' en 'l’Enfant Roi'.[23]
- 1917 – begint met zijn tentoonstelling bij Breckpot, in februari. Tussen maart en oktober schilderde hij nieuw werk, heel regelmatig, één per maand. Twee stillevens, twee portretten, twee aquarellen en vijf schilderijen, waaronder 'Au Salut' waarop zowel zijn moeder als zijn vrouw in de achtergrond figureren. Qua retoucheerwerk: 'A mes chers parents', 'Portrait de ma sœur Louise', 'Jeune fille' en – nog maar eens – 'Fleurs aimées' dat na deze ingreep 5 personages telt, in plaats van de oorspronkelijke twee.[24]
- 1918 – is een eigenaardig jaar: het is het op twee na productiefste jaar uit zijn carrière, met 15 tableaux, twee landschappen en twee interieurs in het najaar. Opvallend is dat 9 tableaux gemaakt zijn in juni en juli in het 'hospice', het ouderlingenhuis van de Zusterkens der Armen (les Petites Sœurs des Pauvres) aan de Hoogstraat in Brussel. Daar waren in juni en juli 1918 Franse vluchtelingen ondergebracht. De oorlog zat op dat ogenblik in een beslissende fase en mogelijk hadden die mensen eerstehands informatie die Leempoels op een of andere manier interesseerde.[25]

## Leempoels’ altruisme
Ondanks zijn bourgeois levensstijl had Leempoels oog voor bepaalde wantoestanden die kunstenaars verhinderden om ten volle de vruchten van hun talent te plukken.
In mei 1897 nemen Jef Leempoels en Paul Kuhstohs het kordaat op voor de ‘geweigerden’ van de ‘Salon van Brussel’. Die actie leidde een maand later tot de oproep om een ‘kunstenaarsvakbond’ te starten. Hun eisen: de oprichting van 1. een pensioenfonds; 2. een noodfonds; 3. een coöperatie om een burgerlijke status te verkrijgen.  Eigenaardig genoeg vond het ‘Eerste Verbondscongres van Kunstschilders en Beeldhouwers’ pas plaats op zondag 24 juni 1923 in Gent.
Tijdens WO I heeft Leempoels een aantal ideeën uitgewerkt die hij na de oorlog met passie promootte bij de toenmalige Minister van Cultuur, Jules Destrée. Die heeft einde 1921 de wet op het ‘volgrecht’ laten stemmen, waardoor kunstenaars aanspraak konden maken op een vergoeding bij doorverkoop van hun werk. Een streep door de rekening van de ‘marchands’ waar Leempoels tegen fulmineerde. Leempoels’ idee voor een ‘registreringsbureau van kunstwerken’ om fraude en namaak tegen te gaan, dook de volgende jaren regelmatig op in het nieuws, om dan weer geruisloos te verdwijnen. Het plan is tijdens zijn leven nooit uitgevoerd.

## Spitsbroeder Jean Delville
Rond 1923 leerde Leempoels Jean Delville kennen. Beide heren hanteerden naast het penseel ook een vlijmscherpe pen. Omdat hun talloze grieven aan krantenredacties niet altijd gepubliceerd werden, hadden ze allebei behoefte aan een eigen spreekbuis. Delville vond die in ‘Art et Décoration’ waarvan op 8 augustus 1923 het nummer 0 verscheen; Leempoels bracht twee maanden later het eerste nummer van zijn eenmansblad ‘Vers l’idéal’ uit. In beide publicaties werd vlot ingehakt op het establishment, de marchands, de ‘zelfbenoemde wierookvatzwaaiers’, de ‘schadelijke kladderaars’, de ‘ongeschoolde primaten’, …  Maar de aanval in maart 1924 op de net overleden Ernest Verlant, directeur-generaal van Schone Kunsten, ging voor sommige mensen te ver. Robert Sand wees beide heren op niet mis te verstane manier terecht en dat miste zijn effect niet. Jef Leempoels stopte met ‘Vers l’idéal’ in het najaar van 1925 en ging – als secretaris-generaal - met Delville samenwerken bij het ‘Bulletin der Beeldende Kunstenaars’ (a.k.a. Tolk van het NVKSB – het Nationaal Verbond van Kunstschilders en Beeldhouwers van België). Het blad werd later - niet zonder reden - omgedoopt tot ‘Défense de l’Art’.

## De laatste jaren
Leempoels bleef schilderen en tentoonstellen met als bekroning vier grote solo-exposities in de steden waar hij zijn opgang beleefde: in 1926 in de lokalen van ‘La Meuse’ in Luik, in 1927 in de ‘Fenix’ in Gent, in 1928 in de ‘Studio’ in Brussel en in 1931 in ‘Zaal Wijnen’ in Antwerpen. Maar de commentaren en recensies werden stilaan minder positief. Zijn onwrikbare standpunten rond wat echte kunst hoorde te zijn - "vers l’idéal" - leidde in de laatste tien jaren van zijn leven tot vurige – en ook hilarische – confrontaties met aanhangers van meer modernistische strekkingen. In de frontlinie stonden Charles Bernard (pseud. “Gallo”) van ‘La Nation belge’ en Louis Piérard (pseud. "Le Passant") van ‘Le Peuple’, de man die Leempoels ooit het epitheton “empereur des pompiers" opspeldde.
Een hartkwaal, een aantal jaren voordien al vastgesteld,  werd Jef Leempoels fataal op donderdag 11 april 1935. Jef Leempoels en Georgette van Huele (+1965) liggen samen begraven in de grafkelder 4999 op rij O1 van de begraafplaats van Elsene, onder een eenvoudige steen, zonder verdere aanduiding van wie hij was of wat hij gedaan heeft.